# Тринидад-Гарсия-де-ла-Кадена (муниципалитет)
Тринида́д-Гарси́я-де-ла-Каде́на (исп. Trinidad García de la Cadena) — муниципалитет в Мексике, входит в штат Сакатекас.